# Jorge María Mejía
Jorge María Mejía (Buenos Aires, 31 gennaio 1923 – Roma, 9 dicembre 2014) è stato un cardinale e arcivescovo cattolico argentino.

## Biografia
Fu ordinato sacerdote il 22 settembre 1945.
Partecipò al Concilio Vaticano II (1962-65) in qualità di perito; in quell'assise conobbe Henri de Lubac e il giovane vescovo ausiliare di Cracovia Karol Wojtyła.
Dall'8 marzo 1986 al 5 marzo 1994 fu vice presidente del Pontificio Consiglio della Giustizia e della Pace.
Nel frattempo il 12 aprile 1986 ricevette la consacrazione episcopale dal cardinale Roger Etchegaray.
Dal 5 marzo 1994 fu segretario della Congregazione per i Vescovi, mentre dal 10 marzo dello stesso anno fu segretario del Sacro Collegio. Ricoprì entrambi i ruoli fino al 7 marzo 1998, quando fu nominato archivista e bibliotecario di Santa Romana Chiesa. Il 24 novembre 2003 fu accolta la sua rinuncia per raggiunti limiti d'età.
Papa Giovanni Paolo II lo innalzò alla dignità cardinalizia nel concistoro del 21 febbraio 2001.
Il 21 febbraio 2011 optò per l'ordine dei cardinali presbiteri, mantenendo invariata la diaconia elevata pro hac vice a titolo presbiterale.
Il 15 marzo 2013 fu colto da infarto a Roma nei giorni immediatamente successivi all'elezione al soglio pontificio del suo connazionale papa Francesco, che non mancò di fargli personalmente visita in ospedale.
Malato di cancro allo stomaco, morì a Roma nella Casa di Cura Pio XI il 9 dicembre 2014 all'età di 91 anni per complicanze cardiache. Le esequie sono state celebrate l'11 dicembre all'Altare della Cattedra della basilica di San Pietro dal cardinale Angelo Sodano, decano del Collegio Cardinalizio; al termine della celebrazione papa Francesco ha presieduto il rito dell'ultima commendatio e della valedictio. La salma è stata poi tumulata nella chiesa di San Girolamo della Carità.

## Genealogia episcopale e successione apostolica
La genealogia episcopale è:
- Cardinale Scipione Rebiba
- Cardinale Giulio Antonio Santori
- Cardinale Girolamo Bernerio, O.P.
- Arcivescovo Galeazzo Sanvitale
- Cardinale Ludovico Ludovisi
- Cardinale Luigi Caetani
- Cardinale Ulderico Carpegna
- Cardinale Paluzzo Paluzzi Altieri degli Albertoni
- Papa Benedetto XIII
- Papa Benedetto XIV
- Papa Clemente XIII
- Cardinale Marcantonio Colonna
- Cardinale Giacinto Sigismondo Gerdil, B.
- Cardinale Giulio Maria della Somaglia
- Cardinale Carlo Odescalchi, S.I.
- Vescovo Eugène de Mazenod, O.M.I.
- Cardinale Joseph Hippolyte Guibert, O.M.I.
- Cardinale François-Marie-Benjamin Richard de la Vergne
- Vescovo Marie-Prosper-Adolphe de Bonfils
- Cardinale Louis-Ernest Dubois
- Cardinale Georges-François-Xavier-Marie Grente
- Arcivescovo Marcel-Marie-Henri-Paul Dubois
- Cardinale Gabriel Auguste François Marty
- Cardinale Roger Etchegaray
- Cardinale Jorge María Mejía

La successione apostolica è:
- Vescovo Philip Boyce, O.C.D. (1995)